# Gran Premio motociclistico della Malesia 2007
Il Gran Premio motociclistico della Malesia 2007 corso il 21 ottobre, è stato il diciassettesimo Gran Premio della stagione 2007  e ha visto vincere: la Ducati di Casey Stoner nella classe MotoGP, Hiroshi Aoyama nella 250 e Gábor Talmácsi nella 125.

## MotoGP

### Qualifiche
| Pos | Pilota                     | Tempo    |
| --- | -------------------------- | -------- |
| 1.  | Daniel Pedrosa (Honda)     | 2:01.877 |
| 2.  | Casey Stoner (Ducati)      | 2:01.918 |
| 3.  | Marco Melandri (Honda)     | 2:01.944 |
| 4.  | Randy de Puniet (Kawasaki) | 2:02.107 |
| 5.  | Anthony West (Kawasaki)    | 2:02.202 |
| 6.  | Nicky Hayden (Honda)       | 2:02.225 |
| 7.  | Chris Vermeulen (Suzuki)   | 2:02.301 |
| 8.  | Toni Elías (Honda)         | 2:02.432 |
| 9.  | Valentino Rossi (Yamaha)   | 2:02.466 |
| 10. | John Hopkins (Suzuki)      | 2:02.597 |
| 11. | Loris Capirossi (Ducati)   | 2:02.608 |
| 12. | Alex Barros (Ducati)       | 2:03.017 |
| 13. | Colin Edwards (Yamaha)     | 2:03.035 |
| 14. | Shin'ya Nakano (Honda)     | 2:03.227 |
| 15. | Sylvain Guintoli (Yamaha)  | 2:03.408 |
| 16. | Carlos Checa (Honda)       | 2:03.525 |
| 17. | Chaz Davies (Ducati)       | 2:04.197 |
| 18. | Makoto Tamada (Yamaha)     | 2:04.314 |
| 19. | Nobuatsu Aoki (Suzuki)     | 2:04.541 |
| 20. | Kurtis Roberts (KR212V)    | 2:05.341 |

### Gara
| Pos | Nº | Pilota           | Squadra              | Motocicletta | Giri | Tempo     | Griglia | Punti |
| --- | -- | ---------------- | -------------------- | ------------ | ---- | --------- | ------- | ----- |
| 1   | 27 | Casey Stoner     | Ducati Marlboro      | Ducati       | 21   | 43:04.405 | 2       | 25    |
| 2   | 33 | Marco Melandri   | Honda Gresini        | Honda        | 21   | +1.701    | 3       | 20    |
| 3   | 26 | Daniel Pedrosa   | Repsol Honda         | Honda        | 21   | +2.326    | 1       | 16    |
| 4   | 14 | Randy de Puniet  | Kawasaki Racing      | Kawasaki     | 21   | +3.765    | 4       | 13    |
| 5   | 46 | Valentino Rossi  | Fiat Yamaha          | Yamaha       | 21   | +4.773    | 9       | 11    |
| 6   | 24 | Toni Elías       | Honda Gresini        | Honda        | 21   | +17.667   | 8       | 10    |
| 7   | 71 | Chris Vermeulen  | Rizla Suzuki         | Suzuki       | 21   | +20.950   | 7       | 9     |
| 8   | 21 | John Hopkins     | Rizla Suzuki         | Suzuki       | 21   | +22.198   | 10      | 8     |
| 9   | 1  | Nicky Hayden     | Repsol Honda         | Honda        | 21   | +22.450   | 6       | 7     |
| 10  | 5  | Colin Edwards    | Fiat Yamaha          | Yamaha       | 21   | +29.746   | 13      | 6     |
| 11  | 65 | Loris Capirossi  | Ducati Marlboro      | Ducati       | 21   | +34.923   | 11      | 5     |
| 12  | 4  | Alex Barros      | Pramac d'Antin       | Ducati       | 21   | +35.667   | 12      | 4     |
| 13  | 9  | Nobuatsu Aoki    | Rizla Suzuki         | Suzuki       | 21   | +44.113   | 19      | 3     |
| 14  | 7  | Carlos Checa     | Honda LCR            | Honda        | 21   | +44.486   | 16      | 2     |
| 15  | 13 | Anthony West     | Kawasaki Racing      | Kawasaki     | 21   | +49.658   | 5       | 1     |
| 16  | 56 | Shin'ya Nakano   | Konica Minolta Honda | Honda        | 21   | +51.726   | 14      |       |
| 17  | 57 | Chaz Davies      | Pramac d'Antin       | Ducati       | 21   | +58.905   | 17      |       |
| 18  | 6  | Makoto Tamada    | Dunlop Yamaha Tech 3 | Yamaha       | 21   | +59.596   | 18      |       |
| 19  | 50 | Sylvain Guintoli | Dunlop Yamaha Tech 3 | Yamaha       | 21   | +1:23.119 | 15      |       |
| 20  | 80 | Kurtis Roberts   | Team Roberts         | KR212V       | 21   | +1:50.960 | 20      |       |

### Classifiche

#### Classifica Piloti
| Pos | Pilota           | Punti |
| --- | ---------------- | ----- |
| 1.  | Casey Stoner     | 347   |
| 2.  | Valentino Rossi  | 241   |
| 3.  | Daniel Pedrosa   | 217   |
| 4.  | Marco Melandri   | 174   |
| 5.  | John Hopkins     | 171   |
| 6.  | Chris Vermeulen  | 167   |
| 7.  | Loris Capirossi  | 155   |
| 8.  | Colin Edwards    | 121   |
| 9.  | Nicky Hayden     | 119   |
| 10. | Alex Barros      | 106   |
| 11. | Randy de Puniet  | 103   |
| 12. | Toni Elías       | 98    |
| 13. | Alex Hofmann     | 65    |
| 14. | Carlos Checa     | 61    |
| 15. | Anthony West     | 59    |
| 16. | Shin'ya Nakano   | 45    |
| 17. | Sylvain Guintoli | 45    |
| 18. | Makoto Tamada    | 37    |
| 19. | Kurtis Roberts   | 10    |
| 20. | Roger Lee Hayden | 6     |
| 21. | Michel Fabrizio  | 6     |
| 22. | Fonsi Nieto      | 5     |
| 23. | Olivier Jacque   | 4     |
| 24. | Kenny Roberts Jr | 4     |
| 25. | Nobuatsu Aoki    | 3     |
| 26. | Shin'ichi Itō    | 1     |

#### Classifica Costruttori
| Pos. | Costruttore | Punti |
| ---- | ----------- | ----- |
| 1.   | Ducati      | 374   |
| 2.   | Honda       | 288   |
| 3.   | Yamaha      | 278   |
| 4.   | Suzuki      | 225   |
| 5.   | Kawasaki    | 137   |
| 6.   | KR212V      | 14    |

#### Classifica Squadre
| Pos. | Squadra              | Punti |
| ---- | -------------------- | ----- |
| 1.   | Ducati Marlboro      | 502   |
| 2.   | Fiat Yamaha          | 362   |
| 3.   | Rizla Suzuki         | 342   |
| 4.   | Repsol Honda         | 336   |
| 5.   | Honda Gresini        | 278   |
| 6.   | Pramac d'Antin       | 172   |
| 7.   | Kawasaki Racing      | 169   |
| 8.   | Dunlop Yamaha Tech 3 | 82    |
| 9.   | Honda LCR            | 61    |
| 10.  | Konica Minolta Honda | 45    |
| 11.  | Team Roberts         | 14    |

## Classe 250

### Arrivati al traguardo
| Pos | Nº | Pilota              | Squadra                     | Motocicletta | Giri | Tempo     | Griglia | Punti |
| --- | -- | ------------------- | --------------------------- | ------------ | ---- | --------- | ------- | ----- |
| 1   | 4  | Hiroshi Aoyama      | Red Bull KTM 250            | KTM          | 20   | 43:09.316 | 1       | 25    |
| 2   | 80 | Héctor Barberá      | Toth Aprilia                | Aprilia      | 20   | +2.251    | 7       | 20    |
| 3   | 1  | Jorge Lorenzo       | Fortuna Aprilia             | Aprilia      | 20   | +2.957    | 3       | 16    |
| 4   | 36 | Mika Kallio         | Red Bull KTM                | KTM          | 20   | +2.965    | 2       | 13    |
| 5   | 12 | Thomas Lüthi        | Emmi - Caffe Latte Aprilia  | Aprilia      | 20   | +7.305    | 6       | 11    |
| 6   | 60 | Julián Simón        | Repsol Honda                | Honda        | 20   | +8.747    | 8       | 10    |
| 7   | 15 | Roberto Locatelli   | Metis Gilera                | Gilera       | 20   | +16.105   | 10      | 9     |
| 8   | 58 | Marco Simoncelli    | Metis Gilera                | Gilera       | 20   | +26.101   | 11      | 8     |
| 9   | 55 | Yūki Takahashi      | Kopron Team Scot            | Honda        | 20   | +28.032   | 12      | 7     |
| 10  | 41 | Aleix Espargaró     | Blusens Aprilia Germany     | Aprilia      | 20   | +34.754   | 14      | 6     |
| 11  | 34 | Andrea Dovizioso    | Kopron Team Scot            | Honda        | 20   | +35.888   | 4       | 5     |
| 12  | 17 | Karel Abraham       | Cardion AB Motoracing       | Aprilia      | 20   | +42.514   | 13      | 4     |
| 13  | 73 | Shūhei Aoyama       | Repsol Honda                | Honda        | 20   | +48.020   | 16      | 3     |
| 14  | 25 | Alex Baldolini      | Kiefer - Bos - Sotin Racing | Aprilia      | 20   | +48.058   | 17      | 2     |
| 15  | 28 | Dirk Heidolf        | Kiefer - Bos - Sotin Racing | Aprilia      | 20   | +49.190   | 19      | 1     |
| 16  | 8  | Ratthapark Wilairot | Thai Honda PTT-SAG          | Honda        | 20   | +49.273   | 15      |       |
| 17  | 50 | Eugene Laverty      | Honda LCR                   | Honda        | 20   | +53.468   | 20      |       |
| 18  | 11 | Tarō Sekiguchi      | Campetella Racing           | Aprilia      | 20   | +1:02.665 | 25      |       |
| 19  | 16 | Jules Cluzel        | Angaia Racing               | Aprilia      | 20   | +1:15.625 | 18      |       |
| 20  | 32 | Fabrizio Lai        | Campetella Racing           | Aprilia      | 20   | +1:17.024 | 21      |       |
| 21  | 10 | Imre Tóth           | Toth Aprilia                | Aprilia      | 20   | +1:32.646 | 24      |       |

### Ritirati
| Nº | Pilota            | Squadra                      | Motocicletta | Giri | Griglia |
| -- | ----------------- | ---------------------------- | ------------ | ---- | ------- |
| 21 | Federico Sandi    | Team Sicilia                 | Aprilia      | 17   | 23      |
| 35 | Doni Tata Pradita | Yamaha Indonesia Pertamina R | Yamaha       | 16   | 26      |
| 3  | Alex De Angelis   | Master - Mapfre Aspar        | Aprilia      | 10   | 9       |
| 7  | Efrén Vázquez     | Blusens Aprilia              | Aprilia      | 9    | 22      |
| 19 | Álvaro Bautista   | Master - Mapfre Aspar        | Aprilia      | 6    | 5       |

## Classe 125

### Arrivati al traguardo
| Pos | Nº | Pilota                | Squadra              | Motocicletta | Giri | Tempo     | Griglia | Punti |
| --- | -- | --------------------- | -------------------- | ------------ | ---- | --------- | ------- | ----- |
| 1   | 14 | Gábor Talmácsi        | Bancaja Aspar        | Aprilia      | 19   | 42:50.831 | 2       | 25    |
| 2   | 71 | Tomoyoshi Koyama      | Red Bull KTM 125     | KTM          | 19   | +6.753    | 6       | 20    |
| 3   | 55 | Héctor Faubel         | Bancaja Aspar        | Aprilia      | 19   | +7.793    | 1       | 16    |
| 4   | 6  | Joan Olivé            | Polaris World        | Aprilia      | 19   | +8.180    | 8       | 13    |
| 5   | 33 | Sergio Gadea          | Bancaja Aspar        | Aprilia      | 19   | +8.947    | 11      | 11    |
| 6   | 52 | Lukáš Pešek           | Valsir Seedorf Derbi | Derbi        | 19   | +9.935    | 7       | 10    |
| 7   | 24 | Simone Corsi          | Skilled Racing       | Aprilia      | 19   | +10.132   | 5       | 9     |
| 8   | 75 | Mattia Pasini         | Polaris World        | Aprilia      | 19   | +10.335   | 10      | 8     |
| 9   | 38 | Bradley Smith         | Repsol Honda         | Honda        | 19   | +23.426   | 15      | 7     |
| 10  | 7  | Alexis Masbou         | FFM Honda GP 125     | Honda        | 19   | +24.808   | 12      | 6     |
| 11  | 18 | Nicolás Terol         | Valsir Seedorf Derbi | Derbi        | 19   | +24.909   | 13      | 5     |
| 12  | 22 | Pablo Nieto           | Blusens Aprilia      | Aprilia      | 19   | +26.194   | 9       | 4     |
| 13  | 17 | Stefan Bradl          | Blusens Aprilia      | Aprilia      | 19   | +29.490   | 19      | 3     |
| 14  | 63 | Mike Di Meglio        | Kopron Team Scot     | Honda        | 19   | +29.775   | 18      | 2     |
| 15  | 12 | Esteve Rabat          | Repsol Honda         | Honda        | 19   | +31.011   | 17      | 1     |
| 16  | 27 | Stefano Bianco        | WTR No Alcol         | Aprilia      | 19   | +35.455   | 24      |       |
| 17  | 34 | Randy Krummenacher    | Red Bull KTM         | KTM          | 19   | +35.829   | 23      |       |
| 18  | 29 | Andrea Iannone        | WTR No Alcol         | Aprilia      | 19   | +54.666   | 21      |       |
| 19  | 8  | Lorenzo Zanetti       | Team Sicilia         | Aprilia      | 19   | +56.956   | 26      |       |
| 20  | 53 | Simone Grotzkyj       | Multimedia Racing    | Aprilia      | 19   | +57.356   | 30      |       |
| 21  | 20 | Roberto Tamburini     | Team Sicilia         | Aprilia      | 19   | +1:05.426 | 20      |       |
| 22  | 99 | Danny Webb            | De Graaf Grand Prix  | Honda        | 19   | +1:08.541 | 25      |       |
| 23  | 95 | Robert Mureșan        | Ajo Motorsport       | Derbi        | 19   | +1:08.549 | 31      |       |
| 24  | 37 | Joey Litjens          | De Graaf Grand Prix  | Honda        | 19   | +1:19.477 | 27      |       |
| 25  | 36 | Cyril Carrillo        | FFM Honda GP 125     | Honda        | 19   | +1:22.382 | 29      |       |
| 26  | 51 | Stevie Bonsey         | Red Bull KTM         | KTM          | 19   | +1:30.374 | 28      |       |
| 27  | 79 | Ferruccio Lamborghini | Skilled Racing       | Aprilia      | 19   | +1:33.736 | 33      |       |
| 28  | 35 | Raffaele De Rosa      | Multimedia Racing    | Aprilia      | 19   | +1:41.013 | 14      |       |

### Non classificato
| Nº | Pilota        | Squadra          | Motocicletta | Giri | Tempo     | Griglia |
| -- | ------------- | ---------------- | ------------ | ---- | --------- | ------- |
| 13 | Dino Lombardi | Kopron Team Scot | Honda        | 19   | +2:16.481 | 32      |

### Ritirati
| Nº | Pilota             | Squadra                    | Motocicletta | Giri | Griglia |
| -- | ------------------ | -------------------------- | ------------ | ---- | ------- |
| 11 | Sandro Cortese     | Emmi - Caffe Latte Aprilia | Aprilia      | 18   | 3       |
| 44 | Pol Espargaró      | Belson Campetella Aprilia  | Aprilia      | 15   | 4       |
| 77 | Dominique Aegerter | Multimedia Racing          | Aprilia      | 5    | 22      |
| 60 | Michael Ranseder   | Ajo Motorsport             | Derbi        | 0    | 16      |